# Bhisiana
Bhisiana é uma vila no distrito de Bathinda, no estado indiano de Punjab.

## Demografia
Segundo o censo de 2001, Bhisiana tinha uma população de 4775 habitantes. Os indivíduos do sexo masculino constituem 59% da população e os do sexo feminino 41%. Bhisiana tem uma taxa de literacia de 75%, superior à média nacional de 59.5%; a literacia no sexo masculino é de 78% e no sexo feminino é de 69%. 15% da população está abaixo dos 6 anos de idade.